# Полет 410 на „Авианка“
Полет 410 на „Авианка“ е редовен вътрешен пътнически полет от международното летище „Камило Даза“, Кукута, до международното летище „Рафаел Нунес“, Картахена, Колумбия, управляван от „Авианка“. На 17 март 1988 г. самолетът „Боинг 727-21“, който изпълнява полета, се разбива в планина малко след излитане и убива всички 136 пътници и 7 членове на екипажа на борда на машината. Това е най-смъртоносният авиационен инцидент в Колумбия преди инцидента при полет 965 на „Американ Еърлайнс“, където 159 души губят живота си.
Официалната причина за катастрофата е контролиран полет в терена на височина от 1943 м. Разследването посочва редица вероятни причини, включително пилот в пилотската кабина, който не е част от оперативния екипаж, но присъствието му отклонява вниманието на пилота и пречи на управлението на самолета, както и липса на екипна работа (управление на ресурсите на екипажа) между пилота и втория пилот.